# Mao Saigo
Mao Saigō (西郷 真央, Saigō Mao), née le 8 octobre 2001 à Funabashi (Japon), est une golfeuse professionnelle japonaise.
Vainqueur du Championnat du Japon amateur, elle devient professionnelle en 2020 en intégrant le LPGA of Japan Tour (« JLPGA »). En 2022, elle réussit à remporter six tournois dans le JLPGA et atteint la troisième place au Championnat Amundi Evian avec l’objectif d'intégrer la LPGA Tour. Elle obtient finalement son intégration suite au tournoi de qualification en 2023.  
Sa première année sur le LPGA se traduit par le titre de « meilleure débutante » du circuit (« Rookie of the Year »), deuxième japonaise à recevoir ce titre après Hiromi Kobayashi en 1990. L'année suivante, en 2025, elle remporte son premier tournoi majeur avec son titre en playoff face à quatre autres adversaires au Championnat Chevron, première Japonaise à inscrire son nom au palmarès de ce tournoi, et rejoignant Chako Higuchi, Hinako Shibuno, Yuka Saso et Ayaka Furue comme Japonaises ayant remporté un tournoi majeur. 
Ainsi, elle compte au total sept victoires professionnelles, six en JLPGA et une en LPGA.

## Palmarès

### Victoires professionnelles
| 1. | 06/03/2022 | JLPGA | Daikin Orchid Ladies Golf Tournament   | 69-73-69-67=278 | - 10 | 1 coup  | Hwang Ah-reum                                         |
| 2. | 27/03/2022 | JLPGA | AXA Ladies Golf Tournament in Miyazaki | 67-68=135^      | - 9  | 1 coup  | Miyū Yamashita                                        |
| 3. | 03/04/2022 | JLPGA | Yamaha Ladies Open Katsuragi           | 67-69-68-76=280 | - 8  | 1 coup  | Kotone Hori                                           |
| 4. | 01/05/2022 | JLPGA | Panasonic Open Ladies Golf Tournament  | 70-68-68=208    | - 10 | 2 coups | Teresa Lu                                             |
| 5. | 22/05/2022 | JLPGA | Bridgestone Ladies Open                | 67-70-69-69=275 | - 13 | 2 coups | Mone Inami                                            |
| 6. | 12/11/2023 | JLPGA | Ito En Ladies Golf Tournament          | 69-63-68=200    | - 16 | 3 coups | Ayako Kimura                                          |
| 7. | 27/04/2025 | LPGA  | Championnat Chevron                    | 70-68-69-74=281 | - 7  | Playoff | Lindy Duncan Kim Hyo-joo Yin Ruoning Ariya Jutanugarn |

### Résultats dans les tournois majeurs
| Tournoi                  | 2022 | 2023 | 2024 | 2025 |
| ------------------------ | ---- | ---- | ---- | ---- |
| Chevron                  | -    | 65e  | CUT  | 1ère |
| Championnat de la LPGA   | 30e  | CUT  | 7e   |      |
| Open américain           | 44e  | 33e  | CUT  |      |
| Championnat Amundi Evian | 3e   | CUT  | 35e  |      |
| Open britannique         | CUT  | 36e  | 7e   |      |

CUT = A raté le cut

AB = abandon

Fond vert: victoire; Fond jaune: top 10.

source

## Classement WWGR en fin de saison
Le golf féminin a mis en place un classement mondial, nommé le Women's World Golf Rankings, introduit en 2006.
| Année        | 2019 | 2020 | 2021 | 2022 | 2023 | 2024 |
| Rang mondial | 619e | 274e | 38e  | 29e  | 44e  | 33e  |